# Arcángel López
Domingo Arcángel López Osorno, noto come Arcángel o Arcángel López (La Plata, 18 settembre 1938 – Ourense, 3 luglio 2021), è stato un calciatore argentino naturalizzato spagnolo, di ruolo centrocampista.

## Carriera
Nato in Argentina, si trasferisce in Portogallo per giocare nel Vitória Guimarães. Con i Vimaranenses ottiene il nono posto nella Primeira Divisão 1961-1962.
Nel 1962 si trasferisce in Spagna per giocare nell'Ourense, giocando con i galiziani quasi tre stagioni nella serie cadetta.
Nel 1964 viene ingaggiato dal Deportivo La Coruña, con cui gioca nella Primera División 1964-1965. La stagione terminerà con la retrocessione del Deportivo a causa del sedicesimo e ultimo posto. Rimane in forza ai galiziani anche la stagione seguente, vincendo il Gruppo I e ottenendo la promozione in massima serie.
Rimane in cadetteria giocando con il Torrelavega e poi allo Xerez prima di trasferirsi in America per giocare nella NASL, tra le file del Baltimore Bays. Con Bays, di cui sarà il capocannoniere con sette reti, ottiene il quarto posto della Atlantic Division, non accedendo così alla parte finale del torneo.
Terminata l'esperienza americana, torna in Spagna dove gioca con l'Alcoyano, con cui retrocede in terza serie dopo aver perso i play-out della Segunda División 1968-1969 contro il Sant Andreu.
La stagione seguente rimane in cadetteria in forza al Salamanca UDS, retrocedendo a causa del diciannovesimo posto ottenuto.

## Palmarès
- Segunda División (Spagna): 1

Deportivo: 1965-1966 (Gruppo I)